# Kazimierz Lis
Pour les articles homonymes, voir Lis.
Kazimierz Lis (né le 9 avril 1910 et mort le 15 juillet 1998) est un footballeur polonais, dont le poste fut milieu de terrain.

## Biographie
Kazimierz Lis évolue durant sa carrière dans le club du Warta Poznan et en équipe de Pologne de football. Il joue durant les années 1930 et 1940, à l'époque où le Warta était une des meilleures équipes de Pologne. 
Lis est un membre de l'équipe réserve lors de la coupe du monde 1938 en France (il ne part finalement pas à Strasbourg). Lis rejoue ensuite au Warta après la Seconde Guerre mondiale en 1947, et gagne le championnat de Pologne la même année.